# Кастањола (Ла Специја)
Кастањола је насеље у Италији у округу Ла Специја, региону Лигурија.
Према процени из 2011. у насељу је живело 135 становника. Насеље се налази на надморској висини од 298 м.